# 小海地
小海地（英語：Little Haiti）是美国佛罗里达州迈阿密-戴德县迈阿密的一个约3.5平方英里的街区，如今是海地移民及其他加勒比地区居民的重要聚居地。这个区域历史上曾被称为柠檬城（英語：Lemon City）和爱迪生（英語：Edison）。小海地位于自由城以东，上东城的摩宁赛德、贝赛德社区以西，布埃纳维斯塔以北，利特尔里弗以南。
小海地的历史可追溯到南北战争后，迈阿密河以北、比斯坎湾沿岸开始有外来移民定居。到1889年，一个名为"莫托"（Motto）的社区在今小海地的区域内初具规模，1890年开设了学校，并拥有多家商铺、一份报纸和比斯坎湾的港口设施。1893年，因当地生长的柠檬树，该地区更名为柠檬城。1896年，佛罗里达东海岸铁路延伸到如今迈阿密市中心一带后，迈阿密的发展逐渐使柠檬城黯然失色。到了1900年，柠檬城已经形成了三个规模较大的黑人社区。随着迈阿密北部边界的扩展，和越来越多的商业在1920年代进入迈阿密，该地区经历了显著的人口结构变化，许多柠檬城家庭于1930年代迁至阿拉帕塔和自由城。1970年代，大量海地人移居到该地区，使柠檬城人口再次巨大变化，逐渐发展成为今天所称的小海地社区。“小海地”这一名称由海地商人兼社区领袖维特·朱斯特（Viter Juste）所提出，他认为这个新兴社区是对海地首都太子港的映射。直到2016年，迈阿密市委员会投票正式将该地区命名为小海地，其边界涵盖了历史上的柠檬城，以及由巴哈马移民在迈阿密建市前创建的邻近社区爱迪生。
小海地的商业区对海地侨民具有重要的社会和文化意义，因为这是海地移民历史上唯一一个主要由海地人居住的区域。作为海地人的聚居区，小海地处处体现着海地法语-克里奥尔文化特色，从地名、街头艺术到小型商业、地道餐馆，以及艺术、音乐和剧院场所都彰显着独特的文化印记。社区遍布由海地人经营的商铺，其中一大特色是街道上各式各样色彩斑斓、具有加勒比风格的招牌。邻近的温伍德和设计区已成为受欢迎的艺术文化中心。一座13英尺高的海地革命之父杜桑·卢维杜尔将军铜像矗立在北迈阿密大道和第62街的交汇处。
交通方面，小海地的主要干道分布在街区边缘：95号州际公路构成西部边界，西北/东北第54街位于南缘，西北/东北第79街形成北部边界，比斯坎大道则紧邻东部边界。由迈阿密-戴德运输营运的迈阿密都会巴士线贯穿整个小海地社区，为居民提供便捷的公共交通服务。